# Харингача
Херингача је отровна печурка (lat. Lepiota cristata), на шта одговара њен мирис. Распрострањена је свуда.

## Клубок
Од 2-3 центиметра, у млaдости звонолик или чуњаст са заобљеном избочином, касније се шири и спушта, остављајући избочину на темену. На кожнатобелој или савим белој свилекастој основи покривен крљушти, крупнији на врху и све мањи до ивице, док не постану тачкасте. Крљушти су полегле, боје лешника, окерриђе, смеђериђе, у једном случају чак и винскосмеђе. Скоро концентрично распоређене.

## Листићи
Су слободни, густи, различите дужине, око 2,5 милиметара широки, мало трбушасти. Кожнатобеле боје или беле са дашком жуте боје.

## Боја
Бела

## Стручак
Од 3-5/0,2-0,4 центиметара, ваљкаст надоле бељи, али без булбе. Гладак или тек при дну једва видљиво окомито урезан, свилено блистав, бељи или испод прстена према дну све више смеђ. Цевасто шупаљ. Прстен опнаст, али танак, узак и непостојан.

## Месо
Танко, прилично еластично, бело, понекад у горњем делу коре стручак сивкасто, у доњем као амбра. Укус јак, мирис одбојно оштар на хемикалије.

## Микроскопија
Споре, са стране гледане, меткастог облика, на широј страни са мамузом, која је окренута већином водоравно, али укосо или окомито надоле, од 6-7,8 ми.

## Станиште
У скупинама највише на ливадама и парковима, дуж стаза, травнатим шумама, под грмљем. Веома заступљени код нас, готово нема краја без е.

## Доба
VI-XI

## Сличне врсте
Постоји десетак сличних малих љускаша, из рода Lepiota које су све нејестиве, а понекад отровне, посебно оне које имају винскосмеђе боје. Често се замењују са неразвијеним сунчаницама.